# Calypso Rupes
La Calypso Rupes è una struttura geologica della superficie di Mercurio.